# Altertumsverein Grünstadt

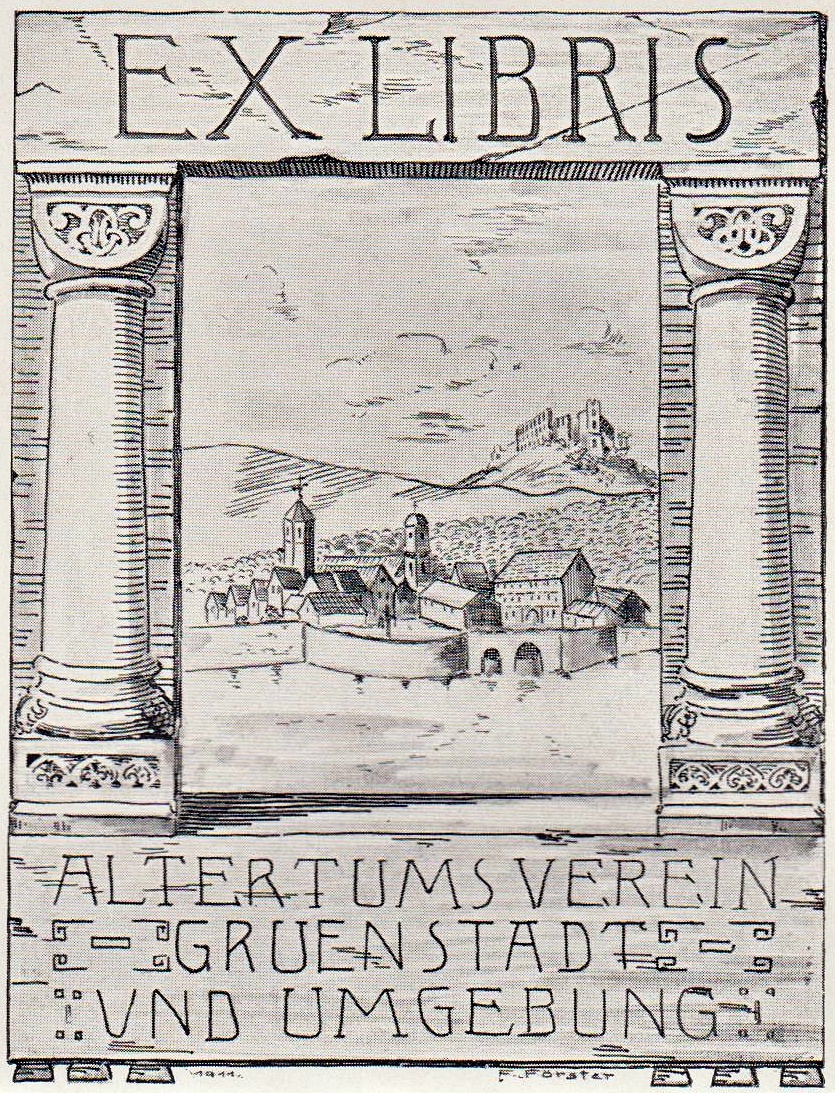
Exlibris des Altertumsvereins Grünstadt, 1911

Der Altertumsverein Grünstadt ist ein Geschichtsverein mit dem Schwerpunkt auf die Region Grünstadt und Leiningerland, in Rheinland-Pfalz.

## Der Verein
Der Verein heißt mit vollem Namen „Altertumsverein Grünstadt-Leininger Land e. V.“ und hat seinen Sitz im Alten Rathaus der Stadt Grünstadt (Hauptstraße 84), wo er das „Museum im Alten Rathaus“ betreibt. Er hat sich die Pflege und Erforschung der Lokalgeschichte zur Aufgabe gemacht.

## Geschichte

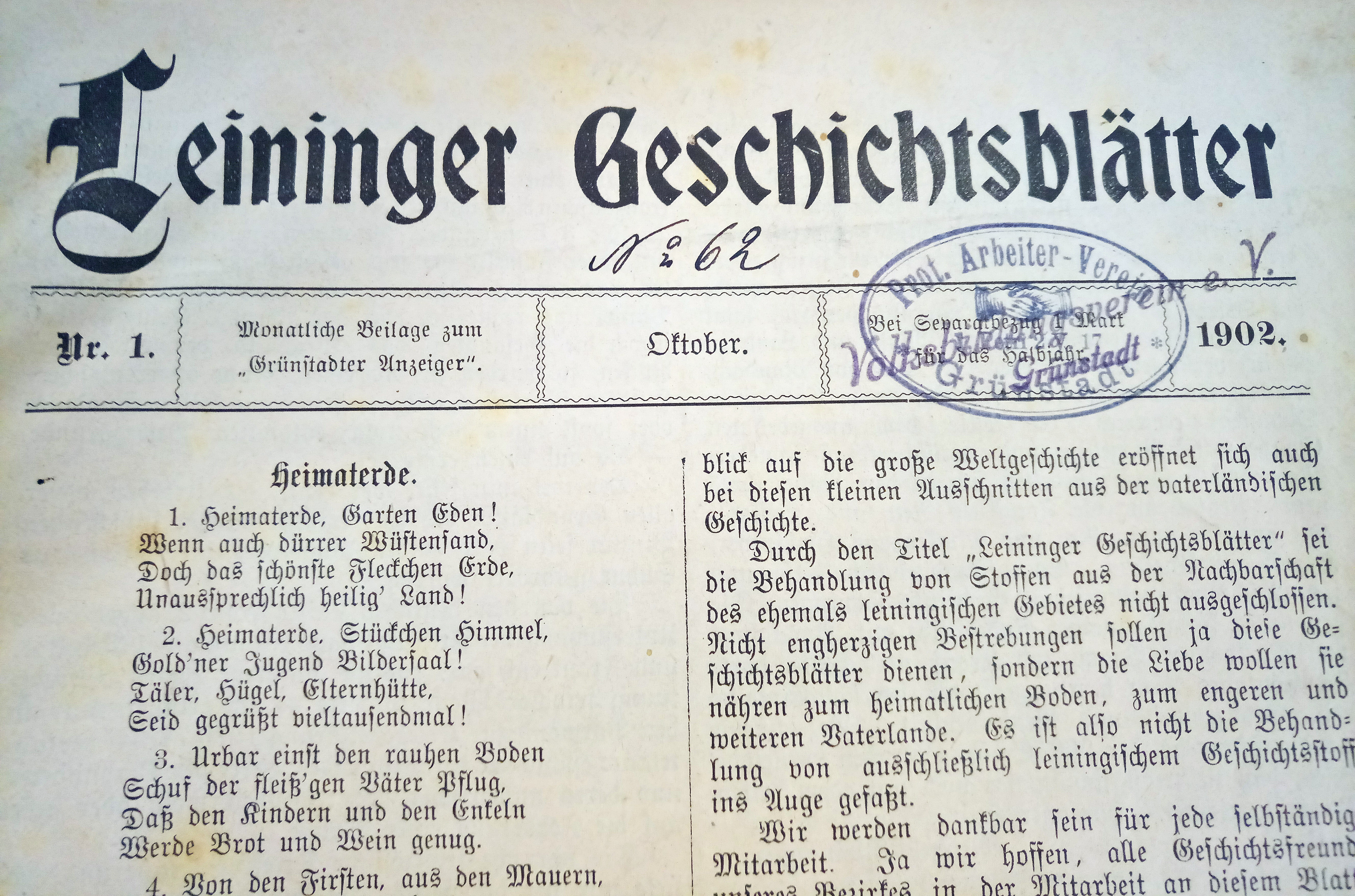
Leininger Geschichtsblätter, Kopf der ersten Ausgabe, Oktober 1902

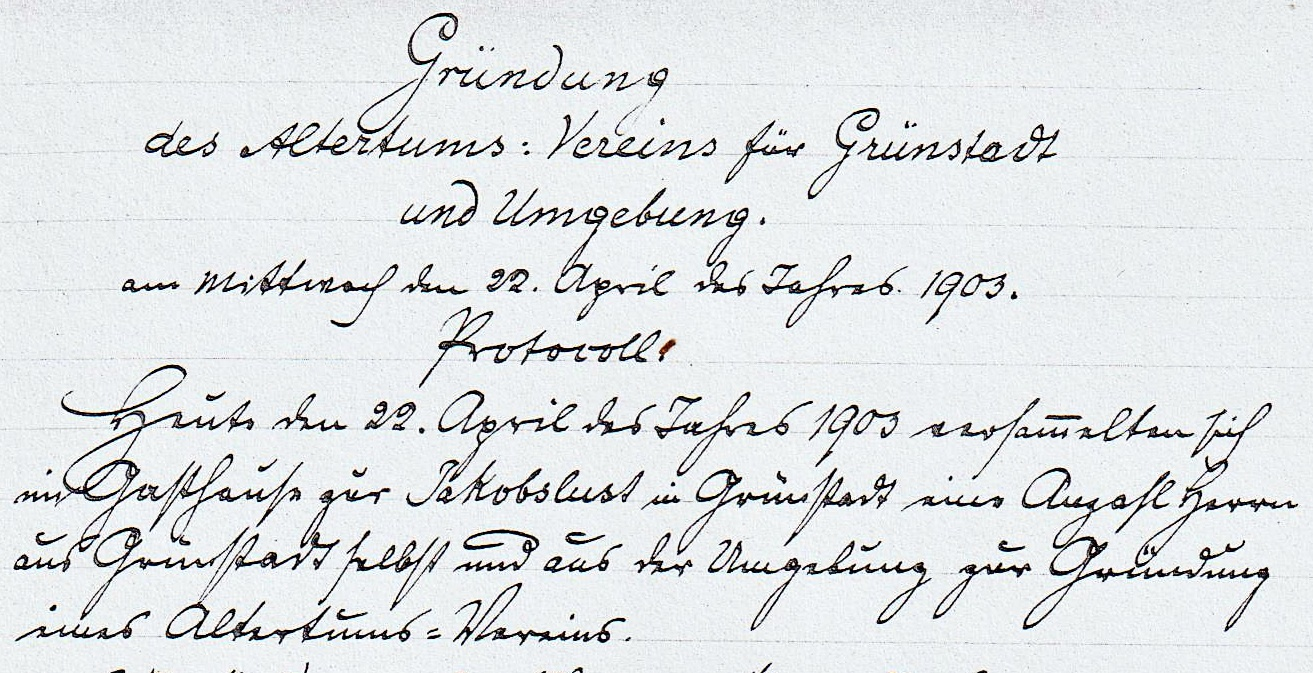
Beginn des Protokolls über die Gründungsversammlung des Altertumsvereins, Grünstadt, 1903, niedergeschrieben von Pf. Stephan Lederer

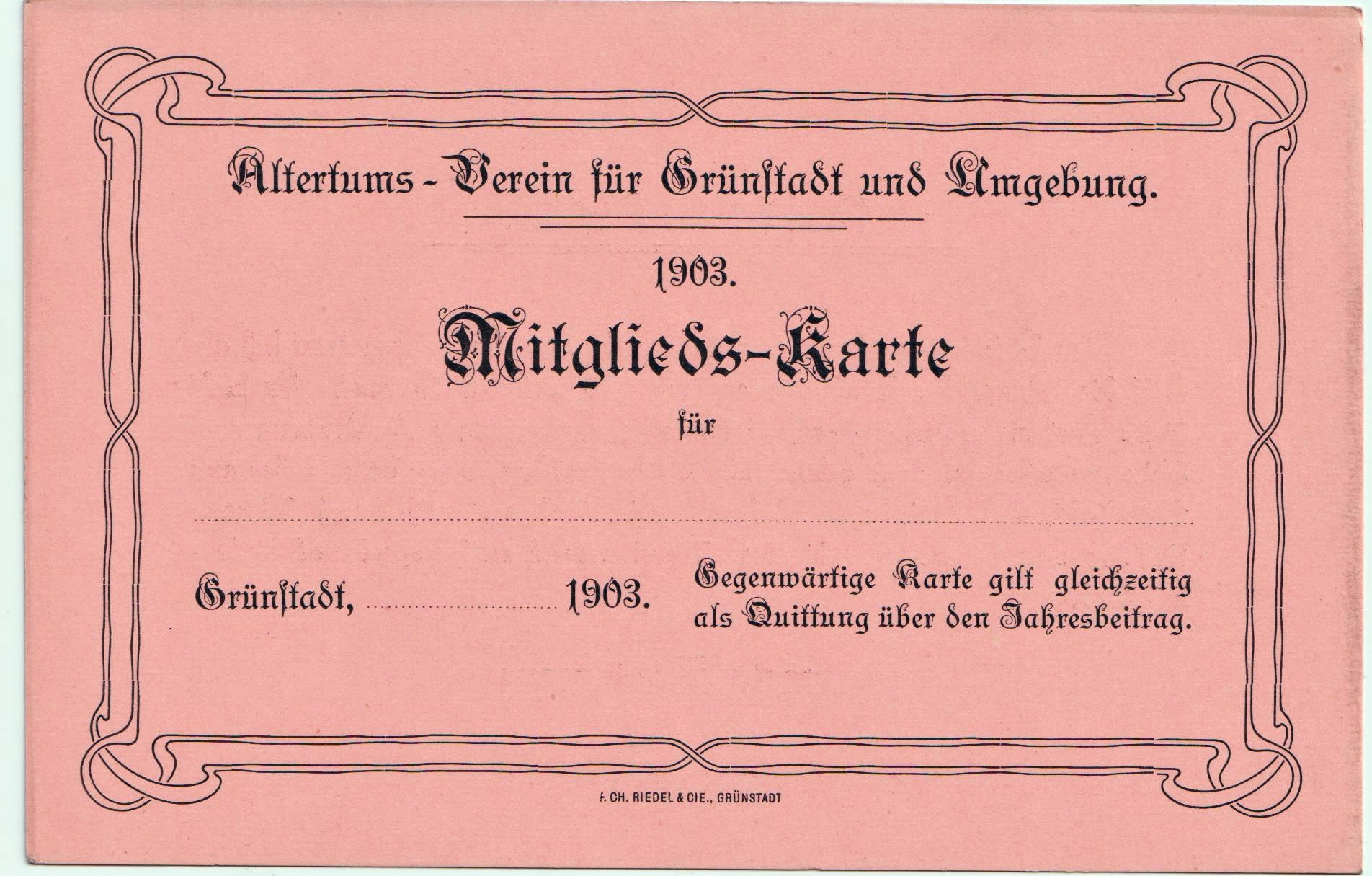
Mitgliedskarte des Altertumsvereins Grünstadt, 1903

Der Altertumsverein Grünstadt geht zurück auf den historisch sehr interessierten Emil Müller (1864–1918), evangelischer Pfarrer im Ortsteil Sausenheim. Er stammte aus Frankenthal-Eppstein und amtierte von 1890 bis 1901 in Quirnbach bei Kusel, wo er bereits 1896 das heimatgeschichtliche Buch „Aus der Geschichte des Dorfes Quirnbach“ herausgab.
Als Müller 1901 nach Sausenheim versetzt wurde, begann er sofort auch in Grünstadt und Umgebung historisch tätig zu werden. Er publizierte ab Oktober 1902 die „Leininger Geschichtsblätter“.
Etwa zeitgleich (ebenfalls 1901) übernahm Stephan Lederer (1844–1923), aus Wachenheim an der Weinstraße, die katholische Stadtpfarrei Grünstadt. Auch Lederer war heimatgeschichtlich stark interessiert; er hatte schon an seinem vorherigen Dienstort Rodalben geforscht und dort das Buch „Urkundliche Geschichte der christlichen Religionsübung im Amte Gräfenstein“ herausgegeben, das 2010 eine Neuauflage erlebte. In Rodalben ist heute das „Dr.-Lederer-Haus“ nach ihm benannt, Sitz des Johann Peter Frank-Museums und der Kreis-Volkshochschule.
Unter Federführung beider Geistlicher wuchs ein Kreis von Geschichtsfreunden zusammen und es reifte der Plan, einen Verein zur Pflege und Erforschung der hiesigen Lokalgeschichte zu gründen. Erstmals traf man sich vorbereitend am 26. März 1903, im Hotel Jakobslust. Die konstituierende Sitzung des „Altertumsvereins Grünstadt und Umgebung“ fand dort am 22. April 1903 statt. Müller übernahm den Vorsitz und gab weiterhin die „Leininger Geschichtsblätter“ heraus, Lederer wurde Vereinssekretär und Schriftführer. Bei der Gründung traten bereits 55 Mitglieder bei. Das von Pfarrer Lederer niedergeschriebene Protokoll beginnt mit den Worten: „Gründung des Altertums-Vereins für Grünstadt und Umgebung, am Mittwoch den 22. April des Jahres 1903. Protocoll: Heute den 22. April des Jahres 1903 versammelten sich im Gasthause zur Jakobslust in Grünstadt eine Anzahl Herren aus Grünstadt selbst und aus der Umgebung, zur Gründung eines Altertums-Vereins.“
Die Zielsetzung war in § 1 der damaligen Satzung niedergelegt:

„Der Altertums-Verein für Grünstadt und Umgebung setzt sich als Ziel die Pflege der Liebe zur engeren und weiteren Heimat. Er sucht dieses Ziel zu erreichen durch Sammlung, Erhaltung und Deutung von kleineren oder größeren geschichtlichen Denkmälern, vor allem solcher aus Grünstadt, dem Leininger Tal und Eistal, dann auch durch Veranstaltung von Vorträgen, die dem Vereinszweck entsprechend und förderlich sind.“

Frucht der Vereinsarbeit war 1904 auch die vom Vereinsvorsitzenden Emil Müller herausgegebene, erste gedruckte Stadtgeschichte Grünstadt und Umgebung.
Emil Müller zog 1908 nach Münchweiler an der Alsenz, blieb aber dem Grünstadter Verein treu und redigierte weiterhin die „Leininger Geschichtsblätter“, bis ihr Erscheinen 1915 eingestellt wurde. 1911 hatte der in Grünstadt aufgewachsene, berühmte jüdische Historiker und Rabbiner Max Freudenthal, für sie einen Beitrag über die Geschichte des hiesigen Judentums verfasst. 1926–1934 existierten die „Neuen Leininger Blätter“ als Nachfolgepublikation, die von dem Vereinsmitglied und Heimatforscher Hans Feßmeyer mit herausgegeben wurden.
Dr. Lederer erhielt 1906 seine Versetzung nach Fußgönheim. Ihm folgte 1907, als Vereinssekretär und Schriftführer, der kath. Grünstadter Stadtpfarrer Leopold Wolf (1848–1911) aus Lambsheim nach. Dessen Grab ist auf dem örtlichen Friedhof erhalten.
Dieser Verein betrieb ab Sommer 1903 ein Museum im damaligen Distriktkrankenhaus, dem heutigen Rathaus (Kreuzerweg). Als Leiter fungierte bis 1916 Franz Ebitsch (1850–1923) aus Kersbach in Oberfranken, Rektor des Grünstadter Progymnasiums. Er gehörte schon 1903 zur Gründungsmannschaft des Altertumsvereins. 1918 wurde der hiesige Schulrektor Friedrich Ernst (1874–1943) Vereinsvorsitzender. Er stammte aus München, hatte 1927 bzw. 1929 eine 2-bändige Geschichte des Progymnasiums Grünstadt veröffentlicht und verfasste zahlreiche Artikel zur Stadtgeschichte. Laut dem im Museum Grünstadt aufliegenden Protokollbuch sollte der Verein im April 1934, in die neu zu bildende Arbeitsgemeinschaft für nationale Volkserziehung eingegliedert werden. Sie war eine Unterorganisation des von Alfred Rosenberg geleiteten Kampfbundes für deutsche Kultur und ging später in der „Nationalsozialistischen Kulturgemeinde“ (NSKG) auf. Da Friedrich Ernst sich dem verweigerte nahm ihm die Stadtverwaltung unter Bürgermeister Fritz Klein die Museumsschlüssel weg und kündigte den Mietvertrag für das Museum. Er trat daraufhin am 15. Mai 1934 freiwillig zurück (laut Protokoll war er zur Weiterarbeit unter diesen Bedingungen „nicht zu bewegen“) und sein bisheriger Stellvertreter, Lehrer Friedrich Volk, übernahm kommissarisch das Amt. Da dieser der Aufforderung nachkam wurden die Schlüssel wieder ausgehändigt, der Mietvertrag erneuert und sogar weitere Räumlichkeiten in Aussicht gestellt. Volk trug ins Protokoll ein, dass es bei allem sein Bestreben gewesen sei, Schaden vom Verein und von den betroffenen Personen abzuwenden. Den kaltgestellten Friedrich Ernst ernannte man mit Datum vom 19. Februar 1936 zum Ehrenvorsitzenden des Altertumsvereins Grünstadt.
Die Nachfolge trat Friedrich Volk an, welcher 1953, nach Rückkehr aus der Kriegsgefangenschaft, einen Abschlussbericht des zwischenzeitlich eingeschlafenen Vereins schrieb und die Reste des musealen Sammlungsbestandes an die Stadt Grünstadt übergab. Im Zweiten Weltkrieg hatte die Vereinstätigkeit geruht, das Museum war gegen Ende des Krieges aufgelöst worden. Die wertvollsten Museumsstücke hatte man unfreiwillig dem Historischen Museum der Pfalz in Speyer ausgehändigt. Allein Friedrich Volk ist die Rettung des Grünstadter Restbestandes zu verdanken, auf den das heutige Museum aufbaut.
Auf Initiative des städtischen Beigeordneten und Vorsitzenden des Kulturausschusses, Eugen Sommer, erfolgte 1949 die Gründung des hiesigen Kulturvereins. Hier wurde auch die Historie mit gepflegt und es entstand eine Arbeitsgruppe „Heimatmuseum“. Die Arbeitsgruppe „Heimatmuseum“ löste sich 1984 aus dem Kulturverein heraus und belebte den eingeschlafenen Altertumsverein wieder, von dem nur noch 2 Mitglieder lebten. Man wählte nun den neuen Namen „Altertumsverein Grünstadt-Leininger Land e. V.“ Friedrich Volk, letzter Vorsitzender bis 1953, war bei der Wiedergründung anwesend und wurde Ehrenmitglied. Der Verein erhielt die in Grünstadt aufbewahrten Reste der alten Museumssammlung. Diese Sammlung wurde kontinuierlich vergrößert und der Verein betreibt damit das „Museum im alten Rathaus Grünstadt“.

## Galerie

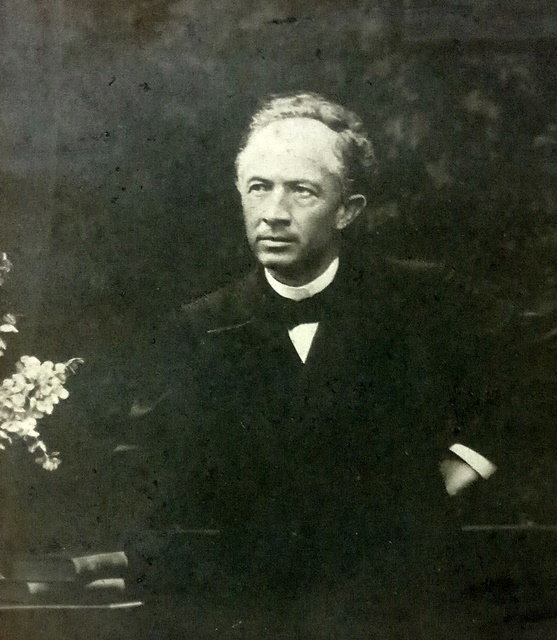
Pfarrer Emil Müller, Initiator und Mitbegründer des Altertumsvereins Grünstadt
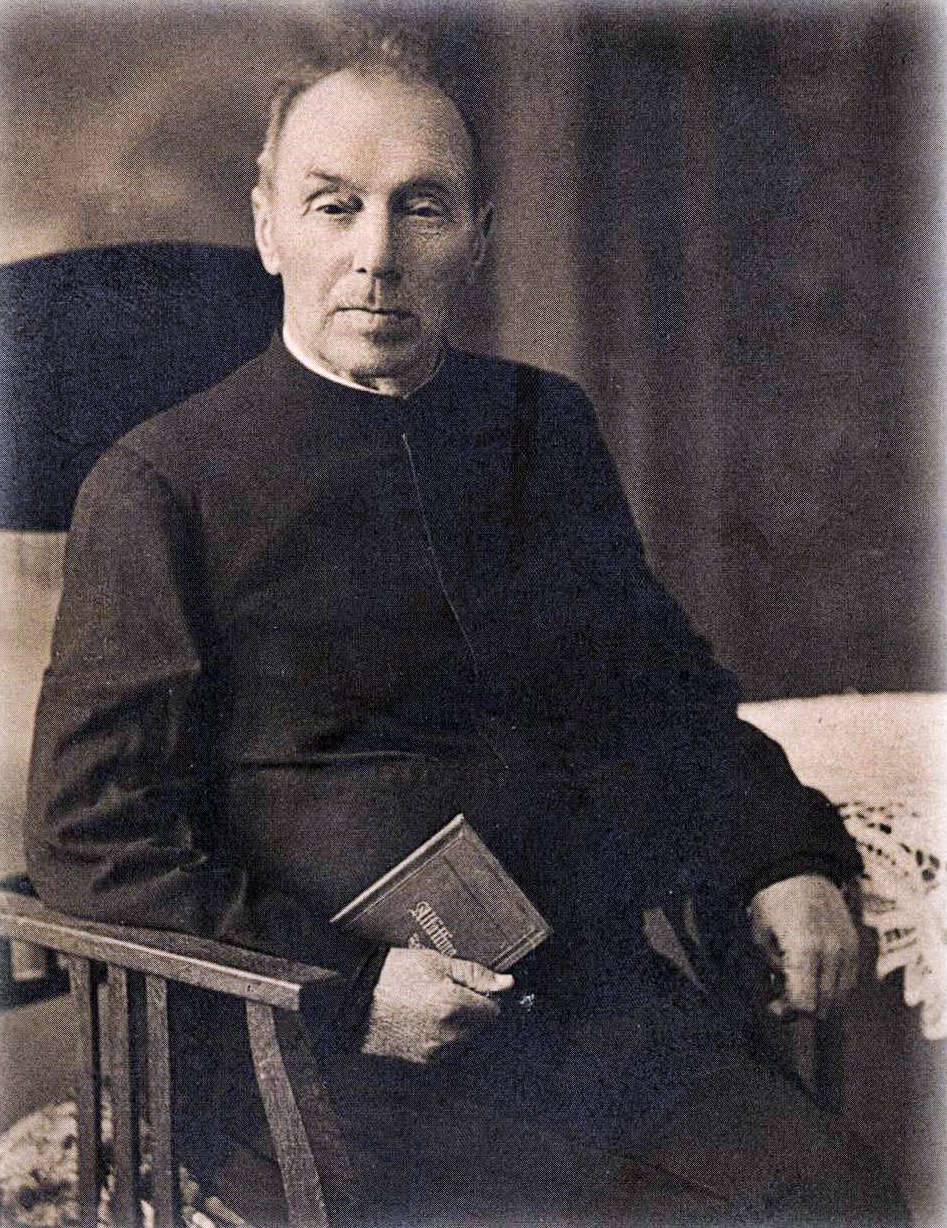
Pfarrer Stephan Lederer, Mitbegründer des Altertumsvereins Grünstadt
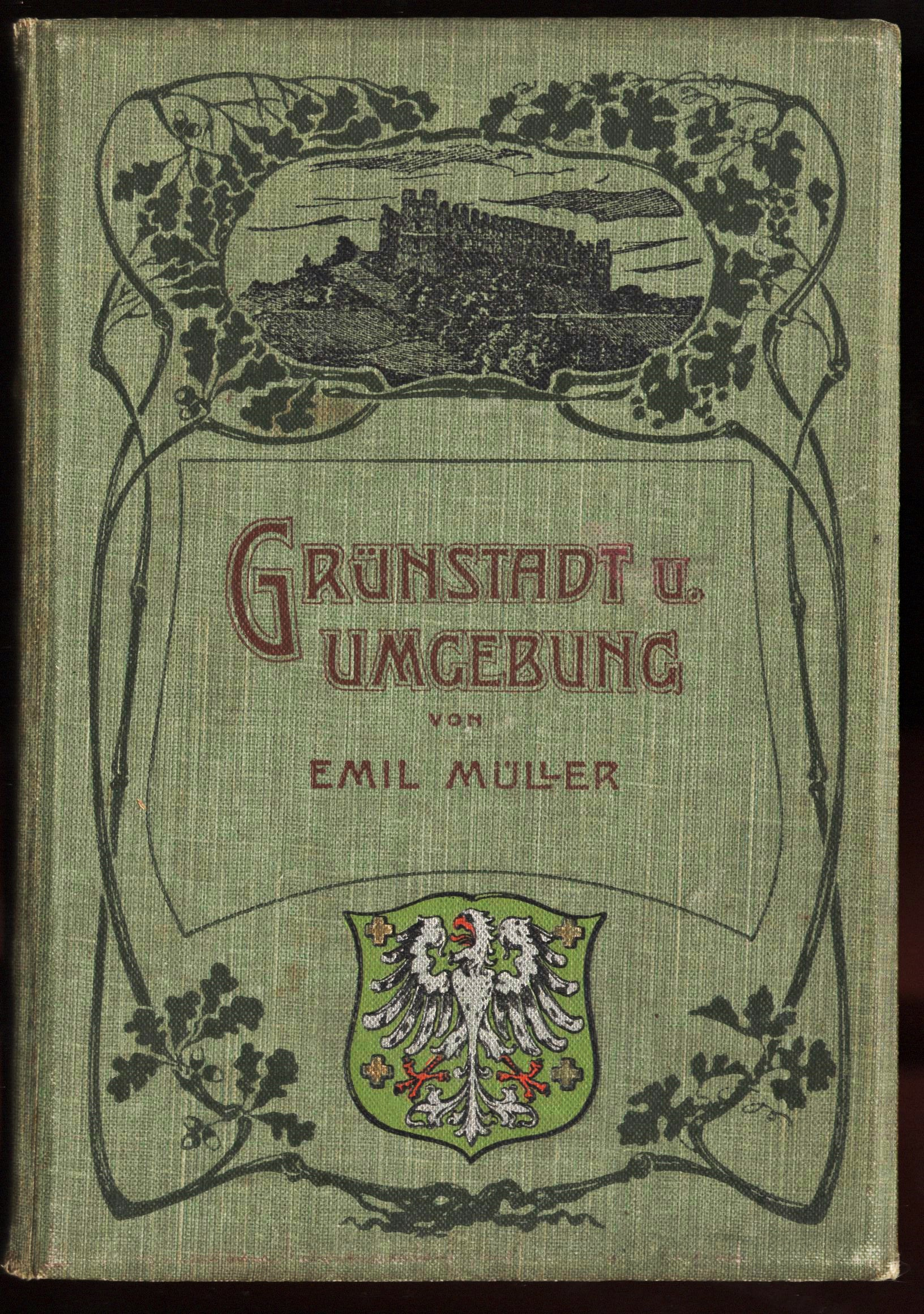
Emil Müller, erste Grünstadter Stadtgeschichte, 1904
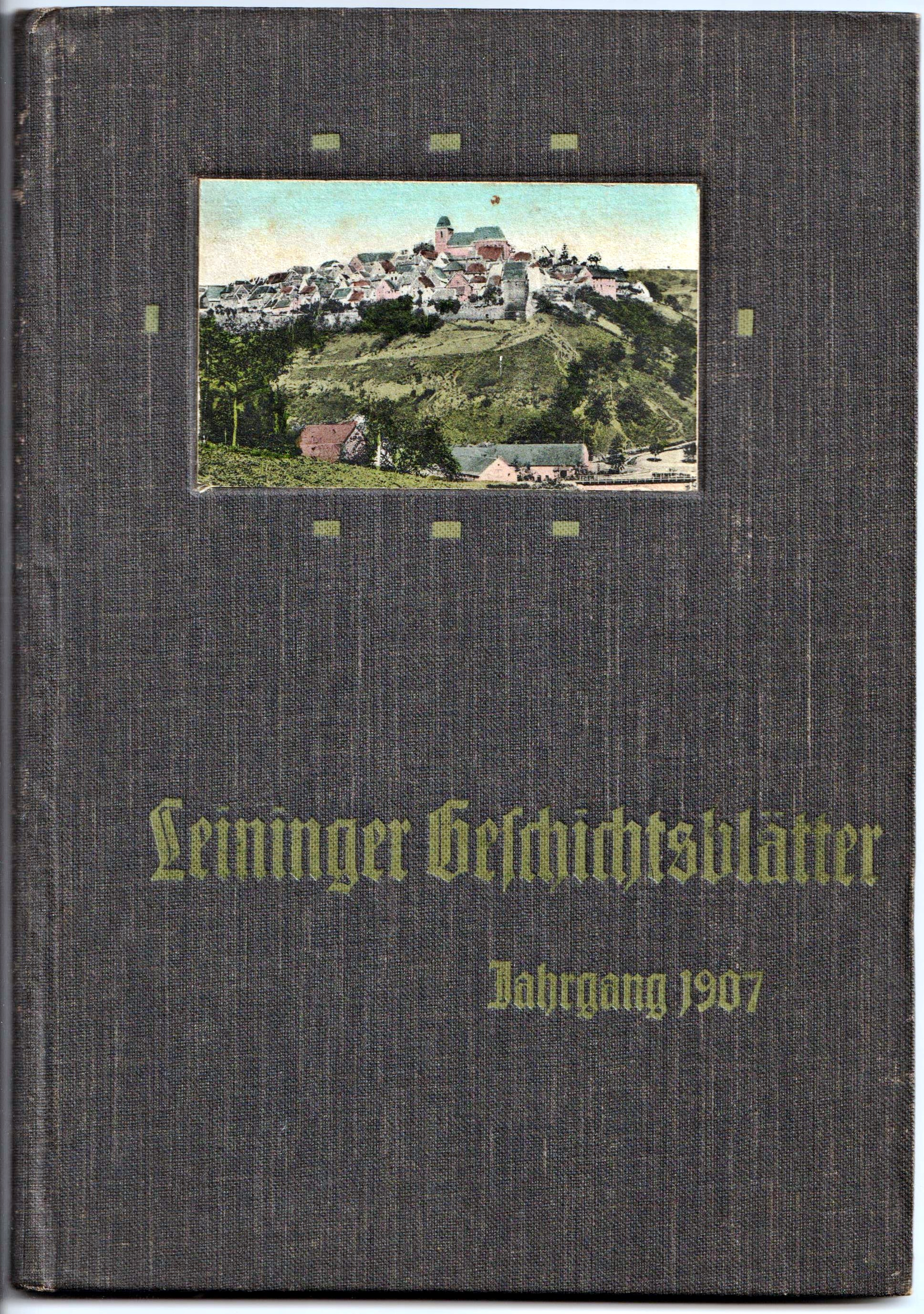
Leininger Geschichtsblätter 1907
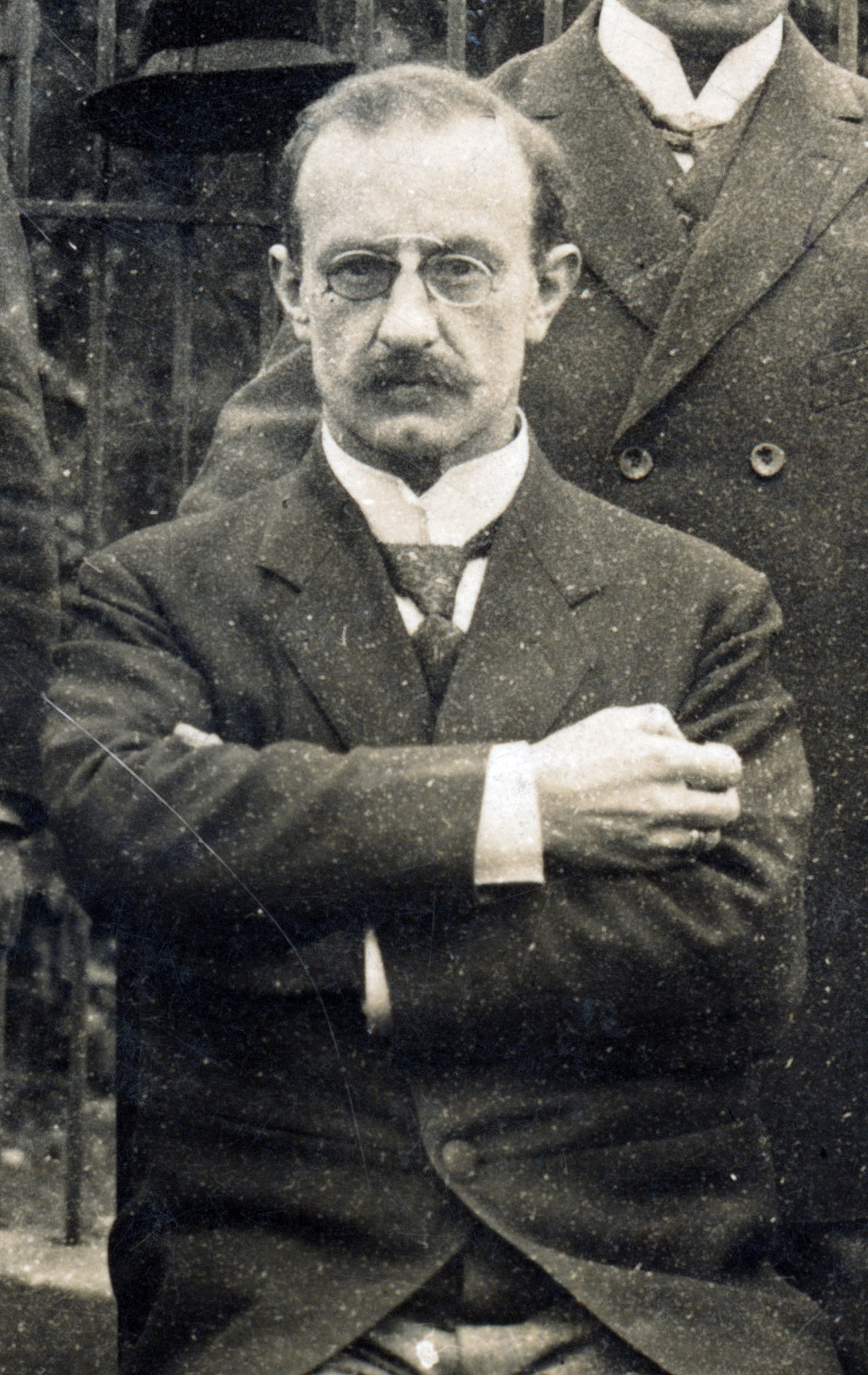
Schulrektor Friedrich Ernst († 1943), langjähriger Vereinsvorsitzender
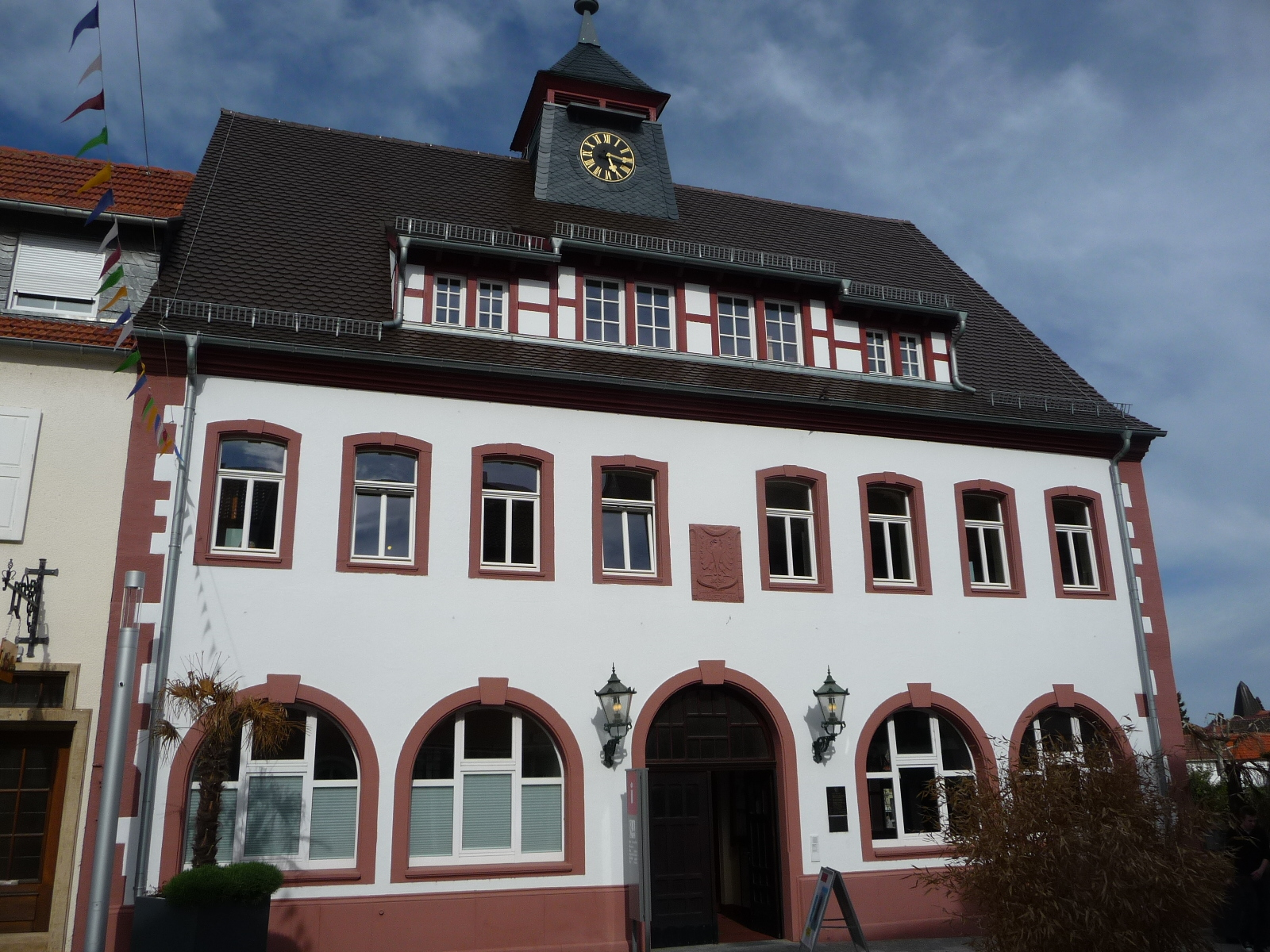
Altes Rathaus Grünstadt, Sitz von Verein und Museum
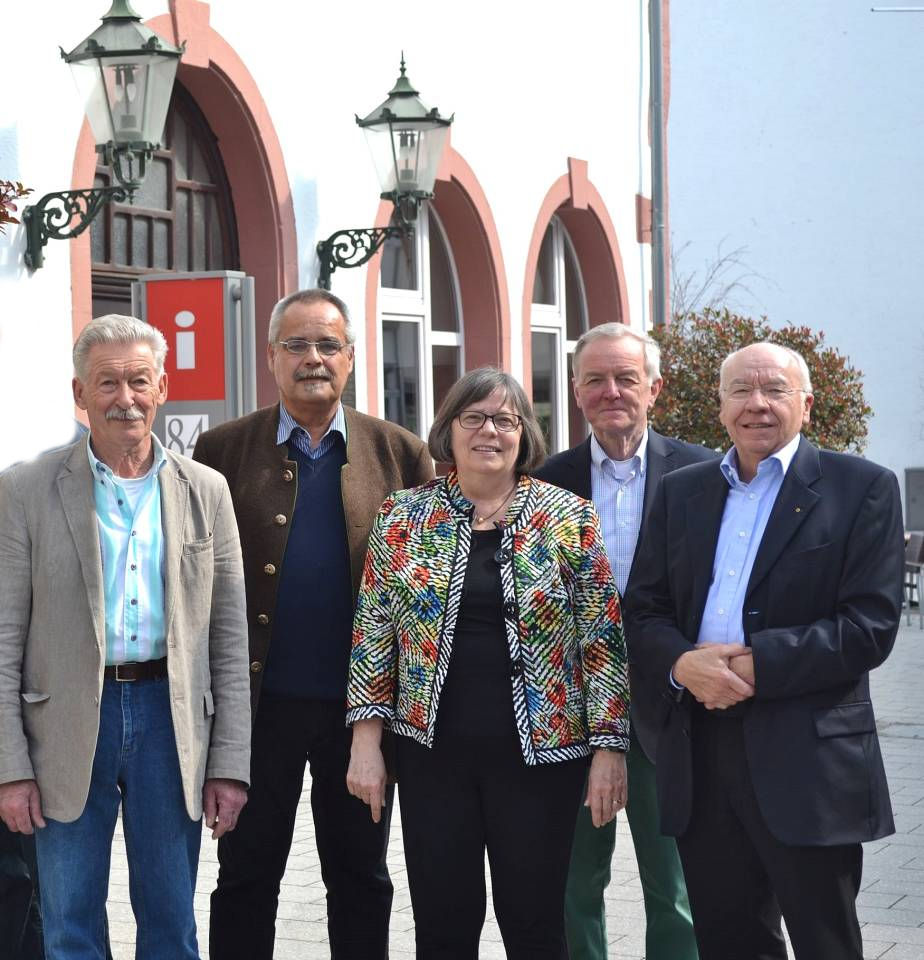
Vorstände des Altertumsvereins vor dem Museum, 2018; ganz rechts Chefarzt Günter Herrmann